# 후두개 파찰음
후두개 파찰음(喉頭蓋破擦音)은 자음 중 하나이다.

## 조음 방법
후두개 파열음과 유성 후두개 마찰음 또는 무성 후두개 마찰음을 연속으로 발음한다.

## 국제 음성 기호
각각 ʡ͡ʜ,ʡ͡ʢ로 표기한다.

## 발음의 예
하이다어에 존재하나 후두개 파열음이 될 수도 있다. 기침이 이 발음의 무성음이라는 설이 유력하다.

## 같이 보기
- 국제음성기호